# ケンタウルス座ニュー星
ケンタウルス座ν星は、ケンタウルス座の恒星で3等星。

## 特徴
スペクトルの輝線は、おうし座ζ星のようなBe星を示唆している。
離角1度未満のμ星と同様に『Upper-Centaurus-Lupus』のメンバーであるが、この2星は連星ではない。
この星には、周期2.625日の合成等級に影響を与えていない程の暗い伴星がある。伴星の質量を低く仮定すると、距離は0.08天文単位となり、これは主星の半径の3.5倍より少し大きいだけである。この距離で主星が膨張すると、伴星にも多大な影響が出る。
主星は超新星と白色矮星の境界線の質量にあるが、伴星への質量の移動などを考慮すると、最後は質量の大きい白色矮星になると推測される。